# Plongée sportive en piscine
Pour les articles homonymes, voir PSP.
La plongée sportive en piscine, aussi connue sous son acronyme PSP, est un sport qui utilise l'équipement habituel de la plongée en scaphandre autonome dans le cadre d'épreuves individuelles ou par équipes réalisées en piscine. Cette discipline sportive récente s'exerce depuis 2000 dans un cadre compétitif sous l'égide de la CMAS. Si elle n'a pas l'ancienneté ni la notoriété de l'apnée sportive ou de la chasse sous-marine au sein du monde de la plongée de compétition, il s'agit toutefois d'une activité dont l'organisation se consolide d'année en année. 
Elle se déroule au sein de plusieurs épreuves chronométrées qui exigent une bonne maîtrise de ses déplacements aquatiques ainsi que vitesse et dextérité.

## Historique
La création de cette discipline est attribuée à Marifé Abad, à Saragosse en Espagne, qui l'a formalisée et développée entre 1998 et 2000. Cette démarche est issue du développement en 1998 du 300 mètres décapelage par Ángel Martínez Lardiés, à l'époque président du FARAS - Federación Aragonesa de Actividades Subacuáticas. La première compétition a été organisée à Saragosse en Espagne en 2000.
La discipline est introduite à l'assemblée générale de la CMAS en 2005 lors de sa tenue à Séville en Espagne. Dans la foulée de cette présentation, lors de l'année 2007, la PSP a un statut de discipline en démonstration lors du championnat du monde des activités sportives de la CMAS en Italie à Bari. Cette même année, Marife Abbot et Anna Herznova, Présidente du comité sportif de la CMAS, organisent un meeting de démonstration afin de faire reconnaître la PSP comme une discipline à part entière. Elle sera reconnue par le comité directeur de la CMAS dans la foulée en 2008 et incluse dans les statuts officiels lors son assemblée générale organisée à Hurghada en Égypte.
Le Comité Directeur National (CDN) de la FFESSM a étudié le développement de la discipline en juin 2009 puis sensibilisé les différents membres des instances dirigeantes en octobre 2010.
Après plusieurs rencontres avec les premiers initiateurs, Marifé Abad et  Ángel Martínez, de la discipline au niveau international, à Saragosse en Espagne, le Codep30 et Robert Séverin, membre du CDN, ont organisé une compétition de démonstration le 17 avril 2011. La commission Plongée Sportive en Piscine a été officiellement créée au sein de la FFESSM le 11 octobre 2014 par son Comité Directeur National. Elle est actuellement présidée par Robert Séverin.

## Liste des épreuves
En France, dans le cadre de la FFESSM, Le règlement des épreuves de plongée sportive en piscine, validé au CDN le 18 octobre 2015, définit sept épreuves :
- 100 mètres immersion
- 200 mètres décapelage - Trial
- Émersion d'un objet - Parachute
- Octopus
- Combiné
- Relais 4 x 50 mètres
- Scaphandre nocturne

### 100 mètres immersion
L'épreuve consiste en une nage en immersion complète dans le meilleur temps possible sur une distance de 100 mètres. Le participant plonge du plot ou du bord du bassin au signal de départ de l'épreuve et s'immerge immédiatement sans effectuer de déplacement en surface. Il doit parcourir la distance totale sans qu'aucune partie du corps ou de l'équipement dépasse en surface. À chaque virage, le participant effectue un contact avec la main ou la palme avec le mur. L'épreuve se termine et le chronomètre s'arrête une fois que le participant touche, en immersion, le mur d'arrivée avec la main.
L'épreuve peut également se dérouler dans les mêmes conditions sur des distances de 200 m, 400 m et 800 m en immersion.

### 200 mètres décapelage - Trial
L'épreuve consiste à parcourir 200 mètres en alternant déplacement en immersion avec scaphandre, en apnée et en nage. Le participant plonge du plot ou du bord du bassin au signal de départ de l'épreuve et s'immerge immédiatement sans effectuer de déplacement en surface. À une distance supérieure ou égale à 12,5 mètres du mur de départ, le participant réalise la manœuvre de décapelage de son équipement. Il nage alors en immersion jusqu'à une distance de 25 m. Il fait alors surface avec son équipement de nage (palmes, masque, tuba). Il réalise une nage PMT en émersion de 75 mètres. Il touche le mur avec la main ou la palme. Le participant, après avoir parcouru 100 m, s'immerge à nouveau en apnée et recapèle son matériel. Il nage en immersion pour finir l'épreuve en touchant le mur à chaque virage. L'épreuve s'arrête quand le participant touche le mur d'arrivée avec la main.
L'épreuve peut également se dérouler dans les mêmes conditions sur une distance de 300 mètres.

### Émersion d'un objet - Parachute
L'épreuve consiste en une nage en immersion sur une distance de 50 m, puis en l'émersion d'un objet de 6 kg uniquement à l'aide d'un parachute, le plus rapidement possible.

### Octopus
L'épreuve consiste en une nage en immersion sur une distance en binôme, au cours de laquelle les plongeurs utilisent une seule bouteille pour des distances de 50 ou 100 mètres.

### Combiné
L'épreuve consiste à réaliser un parcours avec obstacles et diverses challenges à exécuter avec aisance et dextérité sur une distance de 100 mètres.

### Relais 4 x 50 mètres
L'épreuve consiste en une nage en immersion lors d'un relais au cours duquel les participants se transmettent un relais sur une distance de 200 mètres. Chaque participant parcourt une distance de 50 mètres.
L'épreuve se déroule sur une distance de 200 mètres ou 400 mètres.

### Scaphandre nocturne
Il s'agit d'une épreuve réalisée en absence totale de vision, dont le but est de trouver trois éléments placés sur le fond de la piscine, dans un temps maximum de 3 minutes.

## Conditions d'accès
La pratique de la discipline au sein d'un club de plongée en France requiert que le participant dispose d'un certificat médical de non contre indication à la pratique de la plongée sportive en piscine.
Dans le cadre de la participation à une compétition, le pratiquant doit présenter un certificat médical de non contre indication à la pratique de la plongée sportive en piscine en compétition de moins d’un an, délivré par tout médecin. Les compétitions sont ouvertes à tout plongeur disposant d'un brevet FFESSM à partir du niveau 1 pour les personnes de plus de 14 ans et d'un brevet FFESSM plongeur d'or pour les personnes de moins de 14 ans.
Par ailleurs, chaque participant doit disposer d'une attestation d'assurance couvrant la pratique de l'activité dans le cadre d'une compétition.
Dans le cadre des compétitions officielles organisées dans le cadre de la FFESSM au niveau départemental, régional ou national, les participants sont répartis en fonction de leur âge d'après les catégories suivantes :
- Benjamins pour les moins de 12 ans (B);
- Minimes pour les moins de 14 ans (M);
- Cadets pour les moins de 16 ans (C);
- Juniors pour les moins de 18 ans (J); les catégories jeunes peuvant être surclassées jusqu'en séniors.
- Séniors pour les 18 à 34 ans (S);
- Vétérans 1 pour les 35 à 39 ans (V1) ; Les catégories vétérans pouvant être surclassés en séniors, suivant les compétitions.
- Vétérans 2 pour les 40 à 44 ans (V2) ; V1 et V2 concourant ensemble au sein d'une catégorie de classement Master 1 (M1)
- Vétérans 3 pour les 45 à 49 ans (V3) ;
- Vétérans 4 pour les 50 à 54 ans (V4) ; V3 et V4 concourant ensemble au sein d'une catégorie Master 2 (M2)
- Vétérans 5 pour les 55 à 59 ans (V5);
- Vétérans 6 pour les 60 à 64 ans (V6); V5 et V6 concourant ensemble au sein d'une catégorie Master 3 (M3),

etc.
.
La détermination de la catégorie d'âge de chaque participant(e) est déterminée en fonction de son année de naissance uniquement, comparée à l'année sportive de référence de la compétition.

## Fédérations
Au niveau international, la plongée sportive en piscine est encadrée par la commission Sport Diving de la CMAS.
En France, l'activité sportive est organisée et développée au sein de la commission de la plongée sportive en piscine de la FFESSM.
Cette commission organise les championnats de France, la gestion de l'équipe de France de psp, et la formation directe ou via des commissions régionales, d'entraineurs de PSP, d'arbitres et de juges fédéraux de PSP permettant le développement de l'activité au niveaux des clubs ou des départements et régions et l'organisation de compétitions de différents niveaux (départementaux, régionaux et interrégionaux, national).

## Compétitions

### France
Le premier championnat de France de PSP s'est déroulé les 9 et 10 mai 2015 à Nîmes au sein du complexe sportif Nemausa. Il a réuni plus de 250 participants ayant pris part à cinq épreuves : Le 100 mètres immersion, le 200 mètres décapelage, le 25 mètres émersion, le combiné et le relais 4 x 50 mètres,,.
Le deuxième championnat de France de PSP s'est déroulée les 14 et 15 mai 2016 à Chartres au sein du complexe aquatique l'Odyssée.
Les troisième et quatrième championnats de France se sont déroulés au Centre Aqualudique à Montluçon les 20 et 21 mai 2017 puis les 2 et 3 juin 2018.
Le cinquième championnat de France a eu lieu à l'Aquapolis de Limoges les 11 et 12 mai 2019, dans le cadre du championnat de France des sports subaquatiques, parmi d'autres épreuves (Apnée, nage avec palmes, Hockey subaquatique, tir sur cible)
Suite à la pandémie de Covid-19, il n'y a pas eut d'organisation de championnats de France en 2020 et 2021.
Le sixième championnat de France s'est déplacé à Tours les 19 et 20 juin 2022 à la piscine Gilbert Bozon.
Les championnats de France suivants ont eu lieu respectivement les 4 et 5 juin 2023 puis les 25 et 26 mai 2024, puis les 31 mai et 1er juin 2025 (championnat Club) à la piscine du Parc Municipal des Sports de Beaublanc à Limoges. 
En 2025, apparaît une nouveauté en ce qui concerne un championnat de France PSP Elites à l'Aquapolis de Limoges les 29 et 30 mai 2025 dans le cadre du championnat de France des sports subaquatiques, réunissant trois groupes d'épreuves : Apnée, nage avec palmes, et plongée sportive en Piscine. Ce championnat réunit 24 pspeuses (femmes) et 24 pspeurs (hommes) parmi les meilleurs compétiteurs classés de la saison en Trial et émersion de parachute.

### Championnat d'Europe
Le premier championnat d'Europe de plongée sportive en piscine, organisé dans le cadre de la CMAS, a eu lieu le 25 juillet 2010 à Kazan, Russie. Les épreuves qui se sont déroulées lors de cette compétition ont été : le 300 mètres trial et le combiné. L'évènement sportif a accueilli une trentaine de compétiteurs originaires de sept pays : la Biélorussie, la Croatie, l'Espagne, Israël, la Pologne, la Russie et l'Ukraine.

### Championnat du Monde - Coupe du monde CMAS
L'édition 2015 du championnat du monde de plongée sportive en piscine a été organisée dans le cadre des règles édictées par la commission Sport Diving de la CMAS du 26 au 30 juin 2015 à Saint-Pétersbourg, Russie. Les épreuves validées pour cette compétition ont été : le trial, le combiné, le scaphandre nocturne et l'émersion parachute.
La France accueille une coupe du monde de Sport Diving CMAS  / Plongée sportive en piscine 2018 au Stade nautique NEMAUSA à Nîmes les 1er, 2  et 3 novembre 2018. 18 équipes de 5 nations (Russie, France, Estonie, Maroc et Allemagne) sont représentées, pour un total de 126 compétiteurs et compétitrices. 7 épreuves ont été proposées (Le combiné, le 50 m emersion/ parachute, le 50 m octopus monobouteille mixte, le relais 4x50 m medley, le relais 4x50m Torpédo, le trial 200 m medley et la tour weegle (briques)).